# 几内亚驻华大使馆
几内亚驻华大使馆（法語：Ambassade de Guinée en Chine)是几内亚共和国在中华人民共和国的最高外交代表机构。馆址位于中国北京市朝阳区三里屯西六街2号。该大使馆也兼辖几内亚在北韩、越南社会主义共和国、老挝人民民主共和国、柬埔寨王国的相关事务。
除大使馆本馆以外，几内亚还在香港特别行政区设有名誉领事馆。

## 历史
1959年10月4日，幾內亞與中華人民共和國建交。1961年，开设大使馆，同年4月23日，首任驻华大使卡馬拉·穆薩·桑吉亞納到任。